# 哈氏多齒鰳
哈氏多齒鰳為輻鰭魚綱鲱形目鋸腹鰳科的其中一種，為熱帶淡水魚，分布於西大西洋巴拿馬、千里達、圭亞那至巴西南部半鹹水、海域，棲息深度5-36公尺，體長可達18公分，棲息在沿海、河口，生活習性不明，可做為食用魚。

## 擴展閱讀
維基物種上的相關：哈氏多齒鰳